# Paul Pardi
Paul Pardi (né le 25 avril 1920 à Sotta (Corse-du-Sud) et mort le 19 avril 1944 en Silésie) fut un résistant français, pendant la Seconde Guerre mondiale. Ayant formé dès juin 1940 un groupe de Résistance à Ajaccio, il mit sa maison au service de Fred Scamaroni comme cache d’armes au premier trimestre 1943. Puis parti en Angleterre, il fut recruté comme agent secret par le SOE section F. Arrêté par la Gestapo le jour de son arrivée en France, le 16 novembre 1943, il mourut à une date inconnue probablement au camp de concentration de Gross-Rosen.

## Biographie

### Enfance[2]
Paul Baptiste Guido Pardi naît le 19 avril 1920 à Sotta (Corse-du-Sud). Il est le fils d'Italo Pardi, tailleur de pierre et d'Angèle Marie Mancini originaire de Tavera (Corse-du-Sud).
En 1921, ses parents s'installent à Sartène (Corse-du-Sud). Ils y tiennent un restaurant au niveau de l'actuel 28 cours Sœur Amélie. C'est là que Paul Pardi passe ses premières années.
En 1930, sa famille déménage au 42, cours Napoléon à Ajaccio (Corse-du-Sud). Paul Pardi est un garçon sportif. Passionné par l'aviation, il entre à l’aéro-club de la Corse le 29 juillet 1938 et obtient son brevet de pilote à l'âge de 18 ans.

### La résistance en Corse[2]
La résistance urbaine
Après la défaite française de juin 1940, Paul Pardi refuse la collaboration mise en place par le régime de Vichy. Il forme un groupe de résistance à son domicile à Ajaccio au 42, cours Napoléon. Ce groupe est composé avec des amis et des membres de sa famille. Après l'arrivée des italiens à partir du 11 novembre 1942, son domicile sert de cache d'armes, de refuge pour les résistants. Il écrira le 30 octobre 1943 dans une lettre à sa mère : « ce n’était plus une maison, c’était un arsenal. ».
Lorsque Fred Scamaroni est débarqué en Corse par un sous-marin le 7 janvier 1943, les armes, les explosifs et les postes émetteurs qu'il amène sont cachés chez Paul Pardi. Tous les jours, le radio et un résistant sortent pour changer l'émetteur de place afin de ne pas se faire repérer.
Le soir du 18 mars 1943, le radio Jean Hellier est arrêté par la police politique fasciste, l'OVRA. Torturé pendant trente heures à la citadelle d'Ajaccio, il finit par craquer et donne le nom de son chef. Fred Scamaroni est arrêté à Ajaccio dans la nuit du 18 au 19 mars, et soumis à son tour à la torture. Dans sa cellule, le 19 mars 1943, il s'ouvre la gorge avec un fil de fer. Il meurt après avoir écrit au mur avec son propre sang : « Je n'ai pas parlé ! Vive la France, vive de Gaulle ! » Ses bourreaux jettent son corps à la fosse commune.
Avertis de l’arrestation de Fred Scamaroni, les habitants du 42, cours Napoléon, vident l’appartement de ses armes et du matériel radio. Angèle, la mère de Paul Pardi, est arrêtée et torturée. Elle ne parle pas. Pour son courage, elle se voit attribuer la croix de guerre avec étoile de bronze à la libération. 
Le maquis
Paul Pardi devient clandestin et prend le maquis. Le 12 juillet 1943, il est condamné à mort par contumace par le tribunal militaire du VIIe Corps d'Armée italien de Bastia (Haute-Corse) . Paul Pardi continue cependant à descendre en ville avec sa moto équipée de deux postes émetteurs. Il doit cependant se résoudre à fuir la Corse avec Ange Defendini.

### Londres
Avec trois autres Corses, il est pris en charge par le sous-marin Casabianca. Il rejoint Alger puis Londres. Il participe aux émissions de la France Libre sur la B.B.C.. Il y dénonce les collaborateurs.
Il se marie avec une jeune anglaise (Kathleen Helen Pardi avec laquelle il a un fils prénommé Jacques.

### L'agent duSpecial Operations Executive(SOE)
Paul Pardi est recruté par la section F du Special Operations Executive (SOE), commandée par Maurice Buckmaster et chargée des actions de sabotage et de soutien à la Résistance intérieure française.
Son nom de guerre devient « Philibert », son nom de code opérationnel PAWNBROCKER (en français PRÊTEUR SUR GAGES). Il obtient le grade de lieutenant et le matricule : 297148.
Il s'entraîne et prépare sa future mission en France. Il doit être envoyé en France et affecté au réseau SCIENTIST de Claude de Baissac « David » pour y organiser les vols de Lysander et les terrains d'atterrissage.

### L'échec de sa mission en France
Dans la nuit du 15 au 16 novembre 1943, Paul Pardi est amené avec d'autres en avion en France. 
Le jour de leur arrivée, Paul Pardi, André Maugenet et Jean Menesson prennent le train pour Paris. Ils ignorent cependant qu'ils sont déjà suivis par des agents de la Gestapo jusqu'à la gare. Comme ils choisissent de voyager dans trois compartiments différents, ils gênent les deux personnes qui les suivent. Mais, arrivés à la gare Montparnasse à Paris, ils se retrouvent tous les trois. C'est là qu'ils sont arrêtés. 
Ils sont torturés mais Paul Pardi et Jean Menesson ne parlent pas. André Maugenet a peut-être craqué car des arrestations touchent rapidement le réseau STOCKBROCKER.

### Son décès
Les circonstances du décès de Paul Pardi restent obscures. 
Après la Libération, en septembre 1946, le ministère de la Guerre anglais écrit à sa famille qu'il a été vu dans une prison de la Gestapo en avril 1944 à Paris. Il aurait ensuite été déporté à la forteresse de Ravitsch en Silésie. Il est vu en vie une dernière fois dans cette forteresse le 19 mai 1944 et a été tué après cette date.
La plaque commémorative qui rend hommage à Paul Pardi à Sartène raconte qu'il a été fusillé au camp de concentration de Dachau.
Paul Pardi aurait en fait finalement été exécuté ou serait décédé des suites des mauvais traitements subis en captivité au camp de concentration de Gross-Rosen comme d'autres agents SOE entre mai 1944 et janvier-février 1945 (évacuation puis libération du camp) .

## Reconnaissance

### Distinctions
- France : Médaille de la résistance.
- Il est reconnu mort pour la France : S.G.A. AC-21P-125605 [7].

### Monuments lapidaires
- En tant que l'un des 104 agents du SOE section F morts pour la France, Paul Pardi est honoré au mémorial de Valençay (Indre).
- Brookwood Memorial, Surrey, panneau 22, colonne 1.
- Au mémorial du camp de concentration de Gross-Rosen, situé près de Rogoźnica (Pologne), une plaque honore la mémoire des dix-neuf agents de la section F qui y ont été exécutés à l'automne 1944, dont probablement Paul Pardi. Réalisée en granit local, en provenance d'une carrière où devaient travailler les détenus, elle a été élevée sur l'initiative du Holdsworth Trust.
- À Sartène (Corse-du-Sud), une plaque commémorative située au 28 cours Sœur Amélie lui rend hommage, à l'endroit où ses parents avaient installé leur restaurant avant de partir à Ajaccio.
- À Ajaccio (Corse-du-Sud), une plaque commémorative située au 42 cours Napoléon lui rend hommage, à l'endroit où se trouvait le domicile familial qui a servi pour les activités de Résistance.

### Toponymie
- Un square porte son nom à Sartène (Corse-du-Sud).

## Sources
- Michael R. D. Foot, Des Anglais dans la Résistance. Le Service Secret Britannique d'Action (SOE) en France 1940-1944, annot. Jean-Louis Crémieux-Brilhac, Tallandier, 2008,  (ISBN 978-2-84734-329-8). Traduction en français par Rachel Bouyssou de (en) SOE in France. An account of the Work of the British Special Operations Executive in France, 1940-1944, London, Her Majesty's Stationery Office, 1966, 1968 ; Whitehall History Publishing, in association with Frank Cass, 2004.

- Jean-Louis Panicacci, L'occupation italienne : Sud-Est de la France, juin 1940-septembre 1943, Presses Universitaires de Rennes, Rennes, 2010.
- J.D. Sainsbury, Le Mémorial de la section F, Gerry Holdsworth Special Forces Charitable Trust, 1992.
- Marie-Claire Scamaroni, Fred Scamaroni. Mort pour la France, Éditions France-Empire, 1986 (nouvelle édition, 1999).
- Hugh Verity, Nous atterrissions de nuit…, préface de Jacques Mallet, 5e édition française, Éditions Vario, 2004.